# Sieverner See
Der Sieverner See ist ein künstlicher Badesee im Gebiet der Ortschaft Sievern der Stadt Geestland im niedersächsischen Landkreis Cuxhaven.

## Geographische Lage
Der See wurde nach dem im Mittel etwa 1 km westlich liegenden Kernort der Ortschaft Sievern benannt. An seinen Ufern liegt rund um das Stillgewässer ein zu Sievern gehörendes Wohngebiet, durch das die nach dem See benannte Straße „Sieverner See“ führt. Rund 700 m nordöstlich des Sees liegt die Ringwallanlage Heidenschanze und etwa 900 m nordnordwestlich befindet sich die Befestigung Pipinsburg.

## Seebeschreibung
Der etwa 2,4 ha große See ist in West-Ost-Richtung maximal 200 m breit und in Nord-Süd-Richtung bis zu 260 m lang und liegt auf etwa 3 m ü. NN. Er entstand beim Bau der etwa 3 km östlich gelegenen Bundesautobahn 27. Für das Baden befindet sich am Nordwestufer ein Sandstrand mit Liegewiese. Der Badebetrieb wird durch die Ortsgruppe Langen der DLRG überwacht, wozu seit 1984 eine Wachstation zur Verfügung steht. Außerdem gibt es am See einen Kiosk, Toiletten und Duschen.

## Bildergalerie

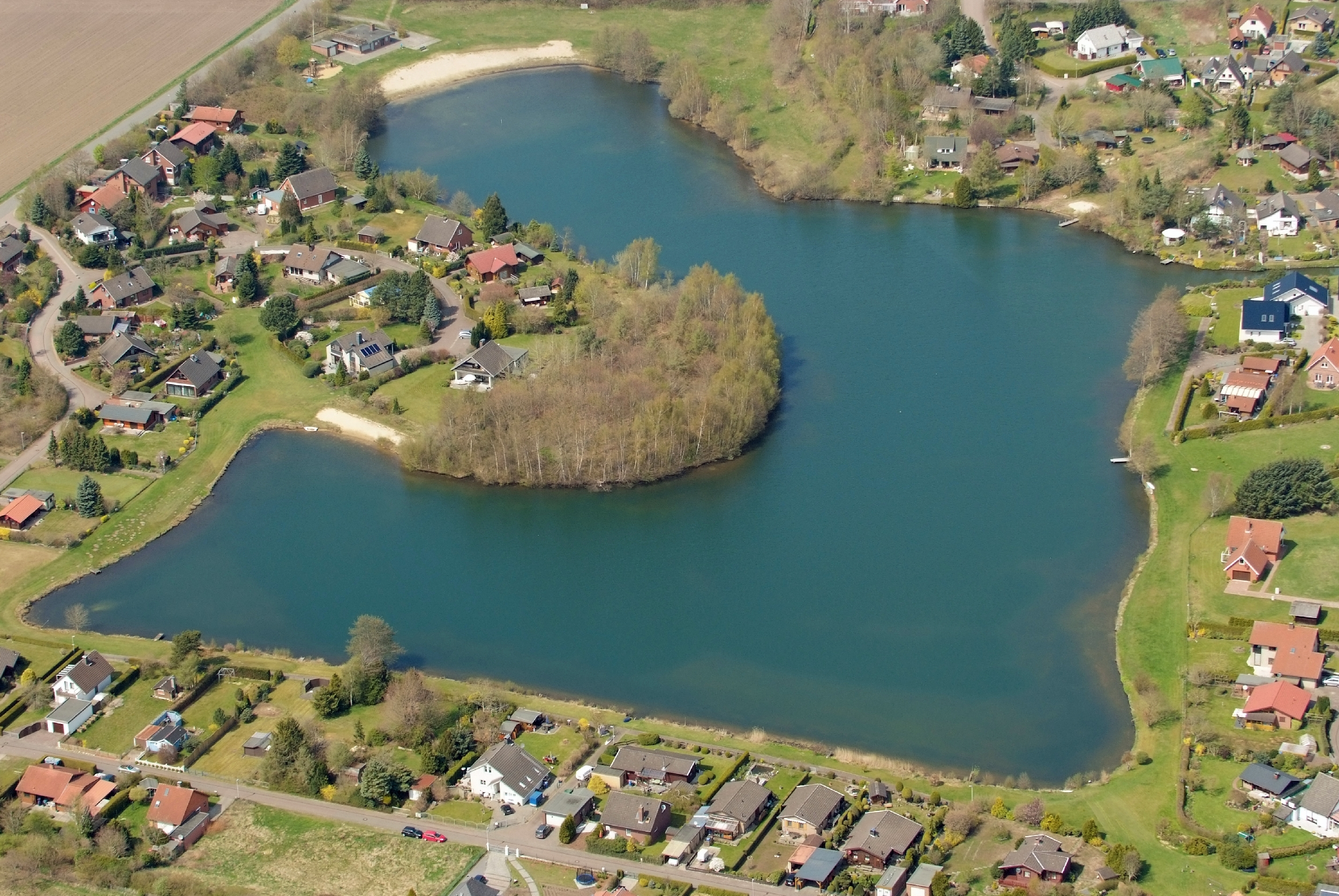
Luftansicht von Süden, Mai 2013
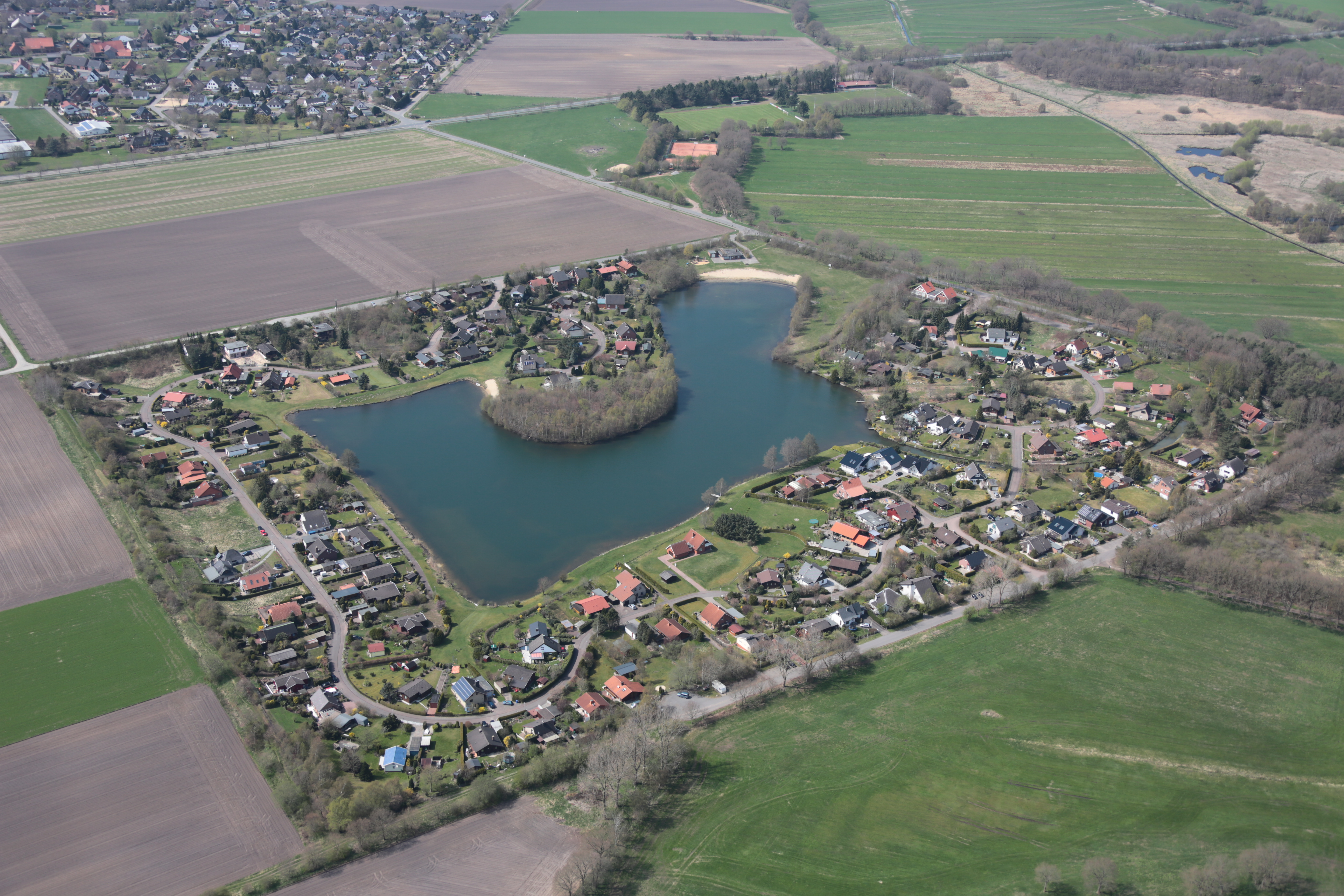
Luftansicht von Südosten, mit Wohngebiet